# Hooper (Utah)
Hooper és una concentració de població designada pel cens dels Estats Units a l'estat de Utah. Segons el cens del 2000 tenia 3.926 habitants.

## Demografia
Segons el cens del 2000, Hooper tenia 3.926 habitants, 1.150 habitatges, i 1.013 famílies. La densitat de població era de 131,4 habitants per km².
Dels 1.150 habitatges en un 46,7% hi vivien nens de menys de 18 anys, en un 80,2% hi vivien parelles casades, en un 4,7% dones solteres, i en un 11,9% no eren unitats familiars. En el 10,3% dels habitatges hi vivien persones soles el 4,2% de les quals corresponia a persones de 65 anys o més que vivien soles. El nombre mitjà de persones vivint en cada habitatge era de 3,41 i el nombre mitjà de persones que vivien en cada família era de 3,68.
Per edats la població es repartia de la següent manera: un 33,3% tenia menys de 18 anys, un 10,4% entre 18 i 24, un 25,3% entre 25 i 44, un 23,1% de 45 a 60 i un 7,8% 65 anys o més.
L'edat mediana era de 31 anys. Per cada 100 dones de 18 o més anys hi havia 106,9 homes.
La renda mediana per habitatge era de 62.043 $ i la renda mediana per família de 65.682 $. Els homes tenien una renda mediana de 40.633 $ mentre que les dones 29.138 $. La renda per capita de la població era de 20.245 $. Entorn del 0,6% de les famílies i el 0,9% de la població estaven per davall del llindar de pobresa.

## Poblacions més properes
El següent diagrama mostra les poblacions més properes.